# ホラーすぎる彼女です
『ホラーすぎる彼女です』（ホラーすぎるかのじょです）は、川本真琴の楽曲。
2016年3月3日よりデジタル・ダウンロードシングルとして配信後、同年4月20日より7インチシングルレコードとしてリリースされた。

## 解説
川本のデビュー20周年記念作品の第1弾として配信と7インチアナログ盤でリリースされた3年ぶりの書き下ろし曲。アナログシングル表題曲「ホラーすぎる彼女です」は2015年秋より制作を始め、完成までに約5カ月を要したという川本渾身の1曲で、B面には同曲の歌詞違いバージョンとなる「クローバーフィールド」が収められた。歌詞の異なる一つの曲をAB面に振り分けたレアな仕様となっている。配信には「ホラーすぎる彼女です」とそのカラオケの2トラックが用意された。「ホラーすぎる彼女です」にはミュージック・ビデオも制作され、2016年8月7日からYouTubeにて公開された。

## 収録曲
| #  | タイトル                 | 作詞                     | 作曲     |
| -- | ------------------------ | ------------------------ | -------- |
| 1. | 「ホラーすぎる彼女です」 | 川本真琴、トクガワロマン | 川本真琴 |

| #  | タイトル                 | 作詞                     | 作曲     |
| -- | ------------------------ | ------------------------ | -------- |
| 1. | 「クローバーフィールド」 | 川本真琴、トクガワロマン | 川本真琴 |